# Zhang Deshun
Zhang Deshun (chinesisch 张德顺; * 21. Februar 1996 in Dali) ist eine chinesische Leichtathletin, die sich auf den Langstreckenlauf spezialisiert hat.

## Sportliche Laufbahn
Erste internationale Erfahrungen sammelte Zhang Xinyan bei den Crosslauf-Weltmeisterschaften 2015 in Guiyang, bei denen sie im Juniorinnenrennen auf den 25. Platz gelangte. 2018 erreichte sie bei den Halbmarathon-Weltmeisterschaften in Valencia Rang 22 und nahm Ende August erstmals an den Asienspielen in Jakarta im 10.000-Meter-Lauf teil und gewann dort in 32:12,78 min die Bronzemedaille hinter der Kirgisin Darja Maslowa und der Bahrainerin Eunice Chumba. Im Jahr darauf wurde sie bei den Crosslauf-Weltmeisterschaften 2019 in Aarhus in 41:02 min 76. und belegte bei den Asienmeisterschaften in Doha in 34:09,63 min den siebten Platz. Im Juli siegte sie in 34:03,31 min bei der Sommer-Universiade in Neapel über 10.000 Meter. Im Dezember wurde sie in 1:11:21 h Dritte beim Xiamen（Haicang）International Half Marathon. Im Jahr darauf siegte sie in 2:28:43 h beim Macau-Marathon sowie kurz darauf in 1:10:34 h beim Xiamen East Rim Half Marathon. 2021 startete sie im Marathonlauf bei den Olympischen Spielen und gelangte dort nach 2:37:45 h auf Rang 47.
Im April 2022 wurde sie beim Hangzhou-Marathon in 2:27:01 h Zweite und anschließend gelangte sie bei den Weltmeisterschaften in Eugene mit 2:28:11 h auf Rang elf. Im Jahr darauf wurde sie bei den Weltmeisterschaften in Budapest nach 2:40:17 h 48. und gewann anschließend bei den Asienspielen in Hangzhou in 2:27:55 h die Silbermedaille hinter der Bahrainerin Eunice Chumba. 2024 wurde sie bei den Olympischen Sommerspielen in Paris nach 2:36:47 h 59.
Sie absolviert ein Studium am Yunnan Physical Science and Sports Professional College in Kunming. In den Jahren 2020 und 2021 wurde sie chinesische Meisterin im 10.000-Meter-Lauf und 2021 siegte sie auch über 5000 m und im Marathonlauf.

## Persönliche Bestleistungen
- 5000 Meter: 15:52,60 min, 2. August 2019 in Shenyang
- 10.000 Meter: 32:12,78 min, 25. August 2018 in Jakarta
- Halbmarathon: 1:07:55 h, 25. Februar 2024 in Meishan (chinesischer Rekord)
- Marathon: 2:24:05 h, 12. März 2023 in Nagoya